# Kỷ lục của UK Singles Chart
Dưới đây là danh sách các kỷ lục của UK Singles Chart, bảng xếp hạng đĩa đơn chính thức của thị trường âm nhạc Liên hiệp Anh.

## Ca khúc
| Đứng đầu bảng nhiều tuần nhất       |                          |                  |                     |
| Ca khúc                             | Ca sĩ                    | Số tuần đầu bảng | Thời gian           |
| "I Believe"                         | Frankie Laine            | 18               | 1953                |
| "(Everything I Do) I Do It For You" | Bryan Adams              | 16               | 1991                |
| "Love Is All Around"                | Wet Wet Wet              | 15               | 1994                |
| "Bohemian Rhapsody"                 | Queen                    | 14               | 1975-1976 1991-1992 |
| "Rose Marie"                        | Slim Whitman             | 11               | 1955                |
| "Cara Mia"                          | David Whitfield          | 10               | 1954                |
| "I Will Always Love You"            | Whitney Houston          | 10               | 1992-1993           |
| "Umbrella"                          | Rihanna và Jay-Z         | 10               | 2007                |
| "One Dance"                         | Drake và Wizkid với Kyla | 15               | 2016                |

| Ca khúc quán quân nhiều lần bởi hai hoặc nhiều nghệ sĩ khác nhau | |
| Ca khúc                                                          | Các nghệ sĩ và thời gian đạt quán quân                                                                      |
| "Answer Me"                                                      | David Whitfield/Frankie Laine (1953)                                                                        |
| "Cherry Pink (and Apple Blossom White)"                          | Perez Prado/Eddie Calvert (1955)                                                                            |
| "Unchained Melody"                                               | Al Hibbler/Jimmy Young (1955), The Righteous Brothers (1990), Robson & Jerome (1995) và Gareth Gates (2002) |
| "Singing the Blues"                                              | Guy Mitchell/Tommy Steele (1957)                                                                            |
| "Young Love"                                                     | Tab Hunter (1957) và Donny Osmond (1973)                                                                    |
| "Mary's Boy Child"                                               | Harry Belafonte (1957) và Boney M. (1978)                                                                   |
| "Living Doll"                                                    | Cliff Richard và The Drifters (1959) - Cliff Richard và The Young Ones cùng Hank Marvin (1986)              |
| "Can't Help Falling in Love"                                     | Elvis Presley (1962) và UB40 (1993)                                                                         |
| "You'll Never Walk Alone"                                        | Gerry & The Pacemakers (1963), The Crowd (1985) và Robson & Jerome (1996)                                   |
| "I Got You Babe"                                                 | Sonny & Cher (1965) - UB40 và Chrissie Hynde (1985)                                                         |
| "Somethin' Stupid"                                               | Frank Sinatra và Nancy Sinatra (1967) - Robbie Williams và Nicole Kidman (2001)                             |
| "Baby Come Back"                                                 | The Equals (1967) - Pato Banton cùng UB40 (1994)                                                            |
| "What a Wonderful World"                                         | Louis Armstrong (1968) - Katie Melua và Eva Cassidy (2007)                                                  |
| "With a Little Help from My Friends"                             | Joe Cocker (1968), Wet Wet Wet (1988) và Sam & Mark (2004)                                                  |
| "Spirit in the Sky"                                              | Norman Greenbaum (1971), Doctor and the Medics (1986) và Gareth Gates and The Kumars (2003)                 |
| "Without You"                                                    | Harry Nilsson (1972) và Mariah Carey (1994)                                                                 |
| "Seasons in the Sun"                                             | Terry Jacks (1974) và Westlife (1999)                                                                       |
| "Tragedy"                                                        | Bee Gees (1979) và Steps (1999)                                                                             |
| "The Tide Is High"                                               | Blondie (1980) và Atomic Kitten (2002)                                                                      |
| "Uptown Girl"                                                    | Billy Joel (1983) và Westlife (2001)                                                                        |
| "Do They Know It's Christmas?"                                   | Band Aid (1985), Band Aid II (1989) và Band Aid 20 (2004)                                                   |
| "Eternal Flame"                                                  | The Bangles (1989) và Atomic Kitten (2001)                                                                  |
| "You Are Not Alone"                                              | Michael Jackson (1995) và Các thí sinh lọt vào vòng chung kết X Factor 2009 (2009)                          |
| "Lady Marmalade"                                                 | All Saints (1998) - Christina Aguilera, Lil Kim, Mya và Pink (2001)                                         |
| "Mambo No. 5"                                                    | Lou Bega (1999) và Bob the Builder (2001)                                                                   |
| "Against All Odds (Take a Look at Me Now)"                       | Mariah Carey cùng Westlife (2000) - Steve Brookstein (2005)                                                 |

## Nghệ sĩ
| Nghệ sĩ có nhiều ca khúc đầu bảng nhất |                    |            |
| TT                                     | Nghệ sĩ            | Số ca khúc |
| 01                                     | Elvis Presley      | 21 ca khúc |
| 02                                     | The Beatles        | 17 ca khúc |
| 03                                     | Cliff Richard      | 14 ca khúc |
| 03                                     | Westlife           | 14 ca khúc |
| 05                                     | Madonna            | 13 ca khúc |
| 06                                     | The Shadows        | 12 ca khúc |
| 06                                     | Take That          | 12 ca khúc |
| 08                                     | ABBA               | 9 ca khúc  |
| 08                                     | Spice Girls        | 9 ca khúc  |
| 10                                     | Rihanna            | 8 ca khúc  |
| 10                                     | Oasis              | 8 ca khúc  |
| 10                                     | The Rolling Stones | 8 ca khúc  |
| 10                                     | Eminem             | 8 ca khúc  |
| 14                                     | Michael Jackson    | 7 ca khúc  |
| 14                                     | Elton John         | 7 ca khúc  |
| 14                                     | McFly              | 7 ca khúc  |
| 14                                     | George Michael     | 7 ca khúc  |
| 14                                     | U2                 | 7 ca khúc  |
| 14                                     | Robbie Williams    | 7 ca khúc  |
| 14                                     | Calvin Harris      | 7 ca khúc  |
| 21                                     | Blondie            | 6 ca khúc  |
| 21                                     | Queen              | 6 ca khúc  |
| 21                                     | Slade              | 6 ca khúc  |
| 21                                     | Sugababes          | 6 ca khúc  |
| 21                                     | Boyzone            | 6 ca khúc  |
| 21                                     | Rod Stewart        | 6 ca khúc  |
| 21                                     | Britney Spears     | 6 ca khúc  |
| 21                                     | David Guetta       | 6 ca khúc  |
| 21                                     | Tinie Tempah       | 6 ca khúc  |
| 29                                     | All Saints         | 5 ca khúc  |
| 29                                     | Bee Gees           | 5 ca khúc  |
| 29                                     | David Bowie        | 5 ca khúc  |
| 29                                     | The Police         | 5 ca khúc  |
| 29                                     | Ne-Yo              | 5 ca khúc  |
| 29                                     | Beyoncé            | 5 ca khúc  |
| 29                                     | Dizzee Rascal      | 5 ca khúc  |
| 29                                     | Flo Rida           | 5 ca khúc  |
| 29                                     | will.i.am          | 5 ca khúc  |
| 29                                     | Cheryl Cole        | 5 ca khúc  |
| 29                                     | Bruno Mars         | 5 ca khúc  |

| Nghệ sĩ có nhiều ca khúc tốp 5 nhất |               |            |
| TT                                  | Nghệ sĩ       | Số ca khúc |
| 01                                  | Elvis Presley | 54 ca khúc |
| 02                                  | Madonna       | 45 ca khúc |

| Nghệ sĩ có nhiều ca khúc tốp 10 |               |            |
| TT                              | Nghệ sĩ       | Số ca khúc |
| 01                              | Elvis Presley | 77 ca khúc |
| 02                              | Cliff Richard | 66 ca khúc |

| Nghệ sĩ có nhiều ca khúc tốp 20 |               |             |
| TT                              | Nghệ sĩ       | Số ca khúc  |
| 01                              | Elvis Presley | 100 ca khúc |
| 02                              | Cliff Richard | 95 ca khúc  |

| Nghệ sĩ có nhiều ca khúc tốp 40 |               |             |
| TT                              | Nghệ sĩ       | Số ca khúc  |
| 01                              | Elvis Presley | 128 ca khúc |
| 02                              | Cliff Richard | 120 ca khúc |

| Nghệ sĩ có nhiều ca khúc tốp 75 |               |             |
| TT                              | Nghệ sĩ       | Số ca khúc  |
| 01                              | Elvis Presley | 152 ca khúc |
| 02                              | Cliff Richard | 131 ca khúc |

| Nghệ sĩ có nhiều ca khúc tốp 10 liên tục nhất |          |            |
| TT                                            | Nghệ sĩ  | Số ca khúc |
| 01                                            | Madonna  | 34 ca khúc |
| 02                                            | Westlife | 23 ca khúc |